# Вулиця Захисників України (Черкаси)
Вулиця Захисників України — вулиця у Придніпровському районі міста Черкаси. Починається від вулиці Володимира Великого і простягається на південний схід, впираючись у вулицю Різдвяну. Перетинає всього 2 вулиці (Нижню Горову та Новопречистенську) і від неї починається вулиця В'ячеслава Чорновола. 1967 року було приєднано провулки Чернишевського та Тургенєва.

## Опис

Обласна санепідемстанція

Вулиця неширока, має по одній смузі руху в кожен бік.

## Походження назви
Вулиця згадується ще з 1888 року і мала тоді назву Гостромогильна. Ще на початку XX століття тут існував великий курган Гостра Могила. Гострими Могилами в Україні в народі називалися великі крутосхилі скіфські, як правило, царські кургани (2,5 тис. років тому). Даний курган, заввишки 5-6 м, було знищено, принаймні, його наземну частину, перед початком першої світової війни. Назва вулиці Гостромогильна є надзвичайно рідкісною, унікальною (черкасизм), стосується не лише історії міста у XIX столітті, але і його стародавньої доісторії. 1941 року вулицю було перейменовано на Ворошилова. В період німецької окупації у 1941—1943 роках називалась Мазепинською, потім їй було повернуто довоєнну назву. 1957 року були спроби повернути їй історичну назву Гостромогильної, але все ж таки її назвали Фестивальною. 1971 року, після трагічної загибелі екіпажу космічного корабля «Союз-11», вулиця отримала назву на честь загиблого льотчика-космонавта СРСР Владислава Волкова. Депутати Черкаської міської ради під час сесії 13 липня 2023 року прийняли рішення про перейменування кількох вулиць, зокрема й вулиці Волкова на вулицю Захисників України.